# Масра, Сюксес
Сюксес Масра (фр. Succès Masra; род. 30 августа 1983) — чадский экономист и политик, премьер-министр Чада с 1 января по 22 мая 2024 года. Ранее работавший в Африканском банке развития, в 2018 году основал политическую партию «Преобразователи», которая стала частью оппозиции против бывшего президента Чада Идриса Деби, а после его смерти от ранений в 2021 году — Переходного военного совета.
Масра жил в изгнании в Соединённых Штатах в период с 2022 по 2023 год, после протестов в Чаде в 2022 году. В 2023 году Масра заявил о своём намерении вернуться в преддверии конституционного референдума 2023 года. 1 января 2024 года, после возвращения, Сюксес Масра был назначен премьер-министром Чада.

## Ранняя жизнь и карьера
Родился 30 августа 1983 года в Чаде и получил образование в Чаде, Камеруне и Франции. После изучения экономики Масра начал работать в Африканском банке развития, став его главным экономистом, прежде чем уйти в отставку в 2018 году, чтобы начать свою политическую карьеру.

## Политическая карьера

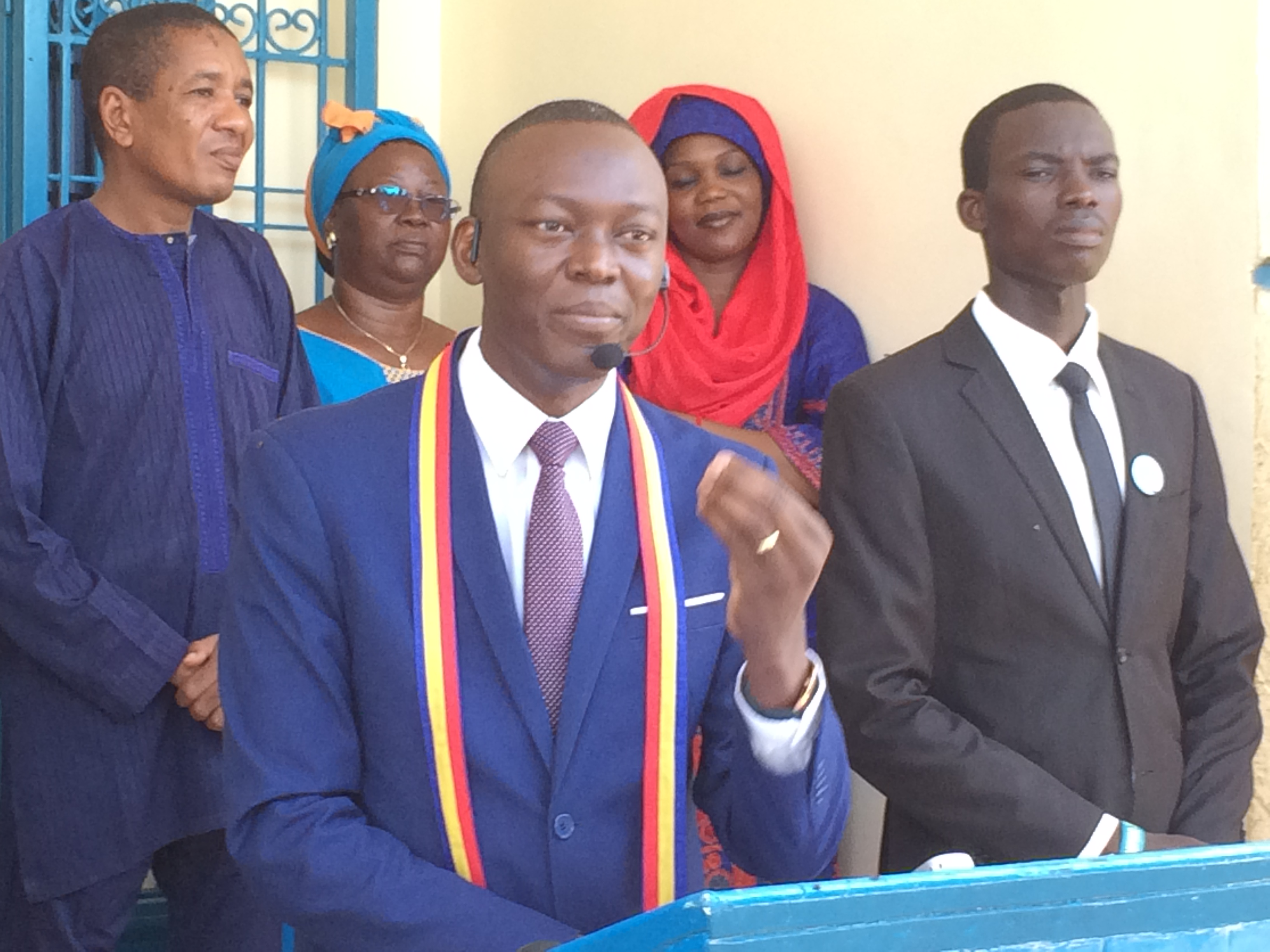
Масра в 2019 году

29 апреля 2018 года Масра основал «Преобразователи» (фр. Les Transformateurs; англ. The Transformers; араб. المحوِّلون‎), политическую партию и оппозиционное движение. Масра заявил о своём намерении объединить чадцев «как извне, так и изнутри» и превратить страну в функционирующую социал-демократию. Масра был известным критиком Идриса Деби, который занимал пост президента Чада с 1990 года и чей режим был описан некоторыми международными СМИ как авторитарный, недемократичный и коррумпированный.

### Президентские выборы 2021 года

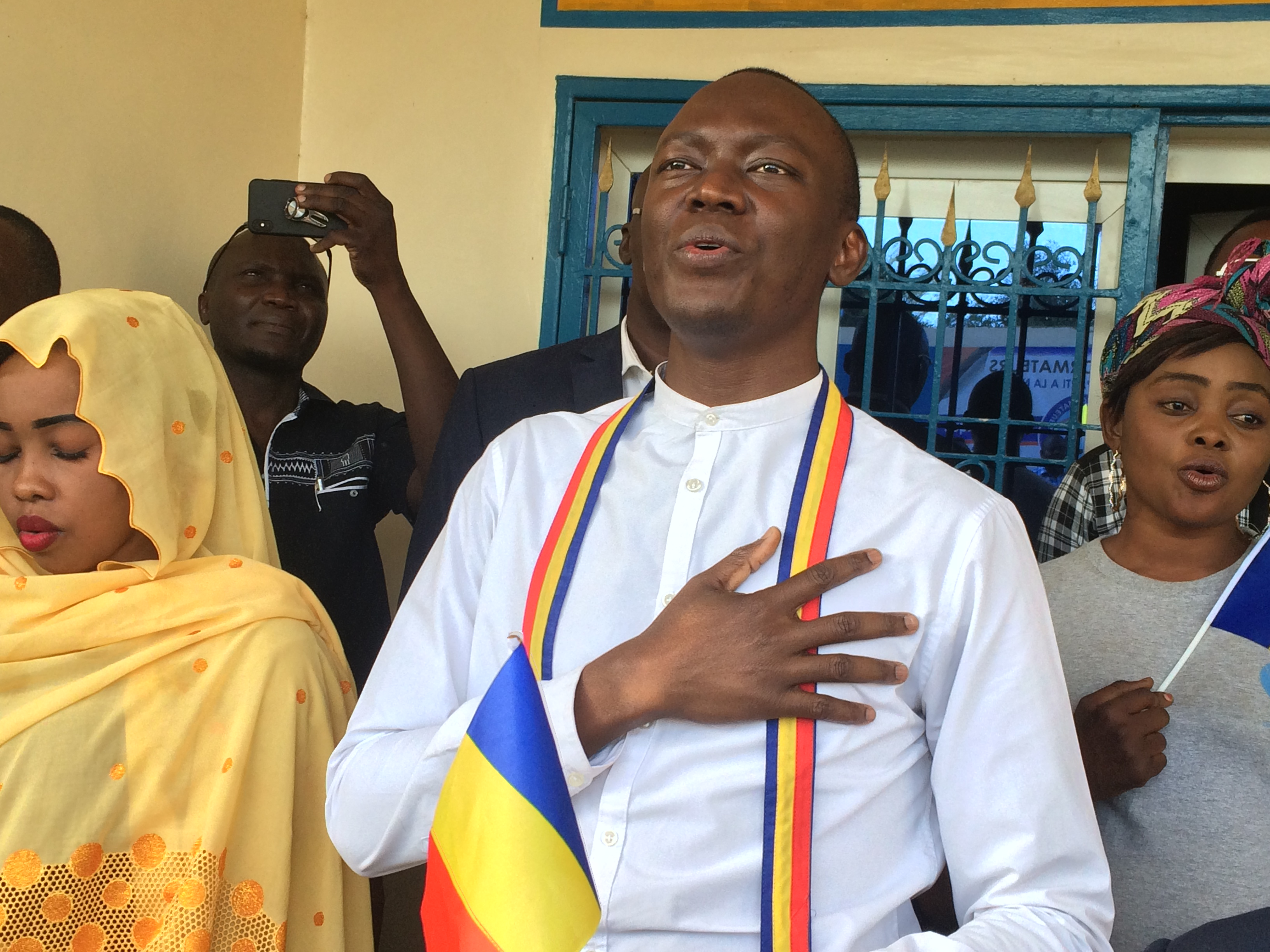
Масра в 2021 году

В ноябре 2020 года Деби объявил, что выставит свою кандидатуру на президентских выборах 2021 года, баллотируясь на шестой срок подряд. Масра публично выступил против кандидатуры Деби, сославшись на конституцию Чада 2018 года, в которой говорилось, что президентские сроки будут длиться шесть лет и будут продлеваться только один раз. Впоследствии Масра сам подал заявление о выдвижении своей кандидатуры; его заявление было отклонено Независимой национальной избирательной комиссией, которая заявила, что «Преобразователи» не являются официально зарегистрированной политической партией. После этого Масра принял участие в акциях протеста, которые были жестоко подавлены чадскими силами, в результате чего Масра в течение шести дней искал убежища в посольстве Соединённых Штатов в Нджамене из-за опасений за свою безопасность.
16 марта 2021 года Масра встретился с Деби и призвал его отложить выборы, чтобы организовать инклюзивный национальный диалог между Деби, его партией, Патриотическим движением спасения и оппозиционными партиями и организациями. Деби отклонил отсрочку и победил на выборах, набрав 79,32% голосов; Le Monde назвала выборы «нелегитимными» из-за повсеместных нарушений.

### Смерть Деби и создание Переходного военного совета
20 апреля 2021 года было публично объявлено о смерти Деби, и представитель армии заявил, что он умер от огнестрельных ранений, полученных во время командования Национальной армией Чада против повстанцев Фронта перемен и согласия в Чаде близ Ноку в рамках наступления на север Чада. В тот же день правительство и конституция Чада были распущены, и было объявлено о создании Переходного военного совета (CMT), военной хунты, возглавляемой сыном Деби Махаматом Деби. Масра назвал роспуск правительства «государственным переворотом» и призвал к прекращению режима Деби и связанного с ним кумовства, а также к повороту к демократии.
В мае 2022 года в Нджамене прошли акции протеста против присутствия французских войск в стране; Францию, бывшего колонизатора Чада, обвинили в поддержке хунты CMT. «Преобразователи», наряду с группой гражданского общества Вакит Тамма, поддержали протесты, которые были подавлены правительством, что привело к гибели по меньшей мере двенадцати человек.

### Протесты в сентябре 2022 года
После того, как CMT объявил о своём намерении вступить в диалог с оппозиционными группами, Масра и «Преобразователи» вместе с Вакитом Тамой выдвинули ряд предварительных условий, которые необходимо будет согласовать до начала любого диалога. Они включали гарантии того, что будет проведён референдум по любой новой конституции; что военнослужащие не будут баллотироваться на следующих президентских выборах; и что будет чёткое разделение правительства и вооружённых сил. К августу 2022 года «Преобразователи» и Вакит Тама объявили, что не будут участвовать в диалоге, запланированном на следующий месяц; Масра заявил, что, по его мнению, CMT может слишком легко отменить предварительные условия.
1 сентября 2022 года Масра организовал демонстрации в Нджамене в знак протеста против начала диалога между CMT и оппозиционными группами. Впоследствии 91 активист был арестован за «нарушение общественного порядка» и несоблюдение законов в связи с демонстрациями на дорогах общего пользования; многие активисты бежали в штаб-квартиру «Преобразователи», которая впоследствии была заблокирована полицией. Дальнейшие демонстрации против блокады «Преобразователи» привели к арестам ещё по меньшей мере 200 активистов, что побудило Католическую церковь в Чаде выйти из диалога с CMT, а несколько других организаций пригрозили выйти из него, если блокада не будет снята. Активисты были освобождены через несколько дней после вмешательства дипломата из Буркина-Фасо Джибриля Бассоле.

### Повестка в суд на сентябрь 2022 года
В своей речи во время протестов Масра посоветовал жителям Чада «ожидать худшего»; впоследствии он был вызван в суд в ответ на своё заявление. По дороге в суд его сопровождали более тысячи активистов, которые были разогнаны полицией; по оценкам, 300 активистов были арестованы, около 1000 получили ранения. Действия CMT подверглись критике со стороны Международной федерации за права человека, Африканского союза и Европейского союза, правительств Соединённых Штатов, Германии и Франции, а также партии Идриса Деби «Патриотическое движение спасения». В ответ на международный резонанс повестка Масры в суд была отменена.

### Октябрьские протесты 2022 года и изгнание
В октябре 2022 года в Чаде вспыхнули протесты после того, как Деби публично объявил о своём намерении продлить своё правление ещё на два года, преобразовав CMT в Национальный переходный совет (CNT), вместо того чтобы передать власть гражданскому правительству, как он первоначально обещал. Жестокая реакция правительства на протесты привела к гибели по меньшей мере 50 протестующих; Масра назвал цифру по меньшей мере в 70 человек, более тысячи подверглись пыткам или получили ранения. После протестов Масра стал скрываться и впоследствии бежал в Камерун, прежде чем обосноваться в Соединённых Штатах. В его отсутствие регистрация «Преобразователи» была приостановлена CNT, прежде чем она была восстановлена в январе 2023 года.

### Возвращение в Чад в 2023 году
11 августа 2023 года Масра объявил о своём намерении вернуться в Чад к 18 октября 2023 года, в преддверии конституционного референдума 2023 года. Последующие публикации в социальных сетях показали, что Апелляционный суд Нджамены выдал ранее неизвестный международный ордер на арест Масры в июне 2023 года, обвинив его в «разжигании ненависти и бунта» и попытке «подорвать конституционный порядок». Хьюман Райтс Вотч заявила, что переходное правительство Чада, угрожающее арестом лидеру оппозиции в изгнании, продемонстрировало, что «основные свободы всё ещё находятся в большой опасности» в стране в преддверии референдума.
16 октября 2023 года Масра объявил, что откладывает своё возвращение в Чад, заявив о «растущих угрозах» со стороны Переходного совета. 31 октября 2023 года Масра и правительство Чада подписали соглашение при посредничестве Экономического сообщества Центральноафриканских государств, разрешающее Масре вернуться в Чад после того, как ему и другим протестующим была объявлена амнистия. Некоторые представители оппозиции раскритиковали Масру за подписание соглашения, обвинив его в том, что он освобождает правительство от ответственности за его реакцию на протесты. 1 января 2024 года Сюксес Масра был назначен премьер-министром Чада.

### Президентские выборы 2024 года
3 марта 2024 года Масра выдвинул свою кандидатуру на президентских выборах 6 мая 2024 года. Он баллотировался в качестве главы партии «Преобразователи». Его кандидатура была одобрена Конституционным судом. 10 марта 2024 года он объявил, что принял предложение своей партии выдвинуть его кандидатом на президентских выборах. Впервые в истории Чада президент и премьер-министр встретились лицом к лицу на президентских выборах.
9 мая Национальное агентство по управлению выборами (ANGE) объявило временного президента Махамата Деби победителем выборов 2024 года. По данным ANGE, Деби набрал 61,3 % голосов, а Масра — 18,53 %. Перед объявлением Масра заявил о своей победе в Facebook, заявив, что одержал «убедительную победу». Результаты выборов были объявлены на две недели раньше, чем ожидалось.
22 мая Масра подал в отставку с поста премьер-министра, а также с поста переходного правительства.